# Fast & Furious: Spy Racers Rise of SH1FT3R
Fast & Furious: Spy Racers Rise of SH1FT3R es un videojuego de carreras basado en la serie de Netflix, Fast & Furious: Spy Racers, desarrollado por 3DClouds y publicado por Outright Games para Nintendo Switch, PlayStation 4, Stadia, Windows, Xbox One, Xbox Series X y Series S. Fue lanzado el 4 de noviembre de 2021 para Xbox One en regiones de Asia y Oceanía, el 5 de noviembre de 2021 para el resto de plataformas en todo el mundo y el 25 de enero de 2022 para Stadia.

## Sinopsis
La organización criminal, SH1FT3R, está en aumento, y los Spy Racers deben detener sus planes. Para ser el campeón, deben vencer la creciente amenaza de SH1FT3R en un torneo de carreras lleno de adrenalina y alto riesgo desde el Pacífico Sur hasta el desierto del Sahara y más.

## Jugabilidad
El juego pone al jugador al volante de todos los vehículos de Spy Racers. Se necesita usar habildad, velocidad y atajos secretos ocultos dentro de los niveles para avanzar y reclamar la victoria. Además el auto viene equipado con dispositivos de espionaje que ayudan a vencer a los rivales con supercargadores, cegarlos con balas de paintball o usar las habilidades de espionaje únicas del personaje para superar al grupo.
El juego cuenta con 17 pistas en 5 ubicaciones incluidas Los Ángeles, Río de Janeiro, el desierto del Sahara y el Pacífico Sur entre otras, que el jugador tiene que dominarlas todas para demostrar que es el mejor corredor. Se puede elegir entre 13 corredores como Tony Toretto, Echo, Cisco y Layla Gray, incluido SH1FT3R entre otros en Quick Race y Online Multiplayer, y usar el equipo de espía único para cada uno. Se puede competir en modo cooperativo local con un amigo o en línea con hasta 5 personas. También permite personalizar el vehículo con capas de pintura desbloqueables, mejorar el equipo de espionaje de HQ, etc.